# TV Chosun
TV Chosun è un canale televisivo generalista sudcoreano via cavo, proprietà di Chosun Ilbo.